# Pseudomma brevisquamosum
Pseudomma brevisquamosum är en kräftdjursart som beskrevs av Murano 1974. Pseudomma brevisquamosum ingår i släktet Pseudomma och familjen Mysidae. Inga underarter finns listade i Catalogue of Life.